# Association White Star
El Association White Star, conocido como White Star, es un club de fútbol del Perú, de la ciudad de Arequipa en el Departamento de Arequipa. Fue fundado el 15 de agosto de 1917 y participa en la Copa Perú.
El club es considerado como uno de los 5 grandes de Arequipa junto con el FBC Melgar, FBC Aurora, FBC Piérola, y Sportivo Huracán los cuales poseen el arraigo del aficionado arequipeño, se denomina “clásico” a todos los enfrentamientos que jueguen entre sí los 5 grandes. No obstante es el único de los 5 que aún no ha logrado jugar en Primera División.

## Historia

### Fundación
En 1917 la juventud de Arequipa no hablaba de otra cosa sino de fútbol y la fundación del FBC Aurora en diciembre de 1916 contagió a la muchachada de varios barrios a fundar un club que sea la expresión futbolística y el orgullo de donde se vivía.
Conforme pasaban los días el entusiasmo por el fútbol en los muchachos del barrio de Siete Esquinas, de las calles Sucre y Cruz Verde, del callejón Corzo y de La Ronda y otras calles crecía, fueron los hermanos José y Miguel Palomino quienes lanzaron la idea de crear un club. A todos les pareció formidable y junto a los también hermanos Alejandro y Manuel Wendorff, hicieron realidad el sueño con ayuda de Francisco Flores, los hermanos Lazo y Jorge Valdivia. Fue Francisco Flores quien tras consultar con sus progenitores ofreció un rinconcito de su casa, en la calle La Ronda 509, para las reuniones, donde se acordaría buscar cómo financiar los gastos de los uniformes y la compra de la pelota.
La consecución de triunfos y el entusiasmo de los jóvenes agradó al vecino Villavicencio, que con el propósito de ayudar a los muchachos ofreció un ambiente de su casa, en la calle Sucre 436, para que sea el primer local social. Fue precisamente en ese lugar que se instaló la primera directiva, recayendo la presidencia en Manuel Valdivia Santoyana, mientras que como secretario se designó a Juan Landazuri.
Por aquel entonces casi todas las palabras o términos de ese nuevo deporte eran en inglés, entonces el acuerdo era que el nombre tenía que ser en  ese idioma. Fue Juan Landazuri quien propuso el nombre con el que actualmente se conoce al club, tomando como inspiración la gran empresa naviera "White Star Line", pues en aquel entonces a los jóvenes les apasionaba las historias de ultramar y de los grandes barcos, pero con un agregado que lo que formaban era una sociedad, en consecuencia, era una asociación y así acordaron que el nombre sea Association White Star.
También Landazuri, propuso en aquella reunión que el color del uniforme sea: Camiseta azul marino, con cuellos y puño blanco, una estrella blanca en el lado derecho del pecho, pantalón blanco y una gorra tipo cristina de color azul. El último acuerdo fue que la fecha de oficial de la fundación del nuevo club sería el 15 de agosto de 1917, el día de la tierra, el día del suelo que vio nacer a esos jóvenes, en el cumpleaños de Arequipa.

### El primer campeón de la Liga de Arequipa
En 1918 se creó la Liga Sportiva de Arequipa, hoy Liga Provincial de Arequipa, siendo uno de los cinco clubes que la fundaron. Ese mismo año se organizó el primer torneo de la Liga que incluyó a los cinco clubes fundadores y otras cinco entidades deportivas de la ciudad que fueron invitadas, tanto el White Star como el Sport Victoria del Huayco fueron los clubes que lograron llegar a la final de aquel torneo de eliminación directa. En un partido reñido donde el Sport Victoria se puso adelante en el marcador durante el primer tiempo, el White Star logró consagrarse como el primer campeón de la Liga gracias a que logró dar vuelta al marcador en tiempo extra con anotaciones de su delantero Maldonado luego de igualar el score en el segundo tiempo, culminando el partido con el marcador de 2 a 1.

### La década dorada, los años 20
Los años 20 fueron muy provechosos para la escuadra de la estrella solitaria siendo el club que más trofeos acumuló durante esa época, lo que le permitió ser el primero en adjudicarse el calificativo de grande en tierras mistianas y consolidarse como uno de los equipos favoritos de la afición arequipeña. Por aquellos años su más acérrimo rival fue el FBC Melgar con el cual disputó tanto partidos entretenidos como polémicos, ambos clubes llegaron a disputarse en varias ocasiones los trofeos en las finales de los campeonatos e incluso un segundo lugar. 
La década para los tiznados empezó con el pie derecho al adjudicarse el torneo "Felipe Ríos", un año después disputaría la final del torneo "Rada y Gamio" la que perdería ante el FBC Aurora, para 1922 el equipo de la estrella solitaria se cobraría la revancha al derrotar a los atigrados en la final del primer torneo de aquel año. Entre 1923 y 1925 el club disputaría cinco finales seguidas de las cuales solo llegó a ganar dos, la primera y la última disputadas; al FBC Melgar lo enfrentó en tres ocasiones solo llegándole a ganar la primera final que disputaron en 1923, al Independencia lo enfrentaría en dos finales en 1924 y en 1925, ganándole la última.  
A principios de 1927 se consagró campeón del tercer torneo de 1926, el segundo torneo por puntos organizado por la Liga. En 1928, el club quedaría primero del torneo igualado en puntos con el FBC Melgar, por lo que tuvo que disputar un partido extra para definir al campeón de aquel año; actitudes antideportivas por parte de los jugadores tiznados, quienes incluso fueron llevados presos, así como acciones deplorables por parte de los aficionados azules hicieron que el encuentro no culminase trayendo como desenlace la expulsión del White Star del campeonato y la proclamación automática del Melgar como campeón. En 1929 se cobraría revancha ante el Melgar al que lograría derrotar en la final del primer torneo del año, meses después se volverían a enfrentar en un par de partidos reñidos por el subcampeonato del torneo "Milne" cayendo finalmente ante los rojinegros por el mínimo marcador en el segundo encuentro. 
Como habitual campeón de aquella década el White Star representó a Arequipa en los torneos denominados "Intercity" donde los clubes de la localidad median fuerzas con clubes de Lima, Callao o Mollendo los cuales realizaban una gira a la ciudad blanca o eran invitados para jugar una serie de partidos. Destacan sus triunfos sobre Unión Buenos Aires del Callao en 1923 y Universitario de Deportes en 1927, la que significó la segunda derrota del equipo crema en tierras mistianas.
A finales de los 20 el White Star realizó una gira por el norte de Chile y el sur del Perú, la que se puede considerar como la primera gira internacional de un club arequipeño, en aquel viaje visitó los puertos de Iquique y Arica donde enfrentó en un par de partidos a un combinado de la Liga de Tarapacá y posteriormente a un equipo de Arica, la gira terminó en Tacna donde pudo obtener un triunfo.

### El tricampeonato de los 50
A mediado de los 50, el White Star escribiría una de sus páginas más gloriosas de su historia al coronarse campeón de Arequipa de manera consecutiva los años de 1954, 1955 y 1956 en torneos por puntos superando a rivales como el FBC Piérola y el Independencia que por aquellos años eran frecuentes animadores de los torneos mistianos.

### Años 2000
Actualmente White Star cuenta con una academia de fútbol para menores y un equipo de fútbol femenino que logró el Campeonato Nacional en el 2009 y participó en la Copa Libertadores Femenina de ese año en Brasil. En este torneo internacional. White Star quedó en el quinto puesto, siendo hasta la actualidad la mejor posición que ha tenido un equipo peruano en la Copa Libertadores Femenina.
En el año 2011 Logró superar la Etapa Distrital y Provincial sin Embargo fue eliminado por Inclán Sport Club de Mollendo Tras Perder 3 a 0 en Mollendo y Ganar 2 a 1 en Arequipa. Esto Ocurrió en la Etapa Departamental.
En el año 2012 lamentablemente el equipo no logró superar la Liga del Cercado donde campeono el FBC Pierola y el subcampeón fue el Internacional.
En 2013 el equipo, con una campaña casi perfecta, logró el Campeonato de la Liga Distrital de Arequipa superando a Internacional, en la Etapa Provincial quedó segundo en su grupo superando a Juventus Melgar(Mariano Melgar), Defensor Municipal(Yura) y Rosarino Tasahuayo(Bustamante) quedando detrás de Sutega(La Joya) sin embargo sorprendió su eliminación en octavos de final contra Union Libertad después de Caer Goleado en Cerro Colorado.
En el año 2018 disputó un cuadrangular organizado por Liga Provincial de Arequipa con motivo de celebrarse el centenario de dicha institución.
En 2019 fue subcampeón distrital y provincial de Arequipa. Llegó hasta el cuadrangular final de la Etapa Departamental de Arequipa donde quedó eliminado.

## Presidentes

### Junta Directiva 2012
Actualizado abril de 2012.
| - Presidente: - Miguel Ángel Mesías |

## Jugadores
Guillermo Lozano (Arquero)
Gilberto Diaz Escalante (delantero)

## Entrenadores
- Roberto “Ponciano” López Dávalos (1963)

## El club

### Sede
El White Star fue fundado en el barrio de 7 esquinas, no obstante a mediados de la década del 60, el club abandonó su primera sede y se mudó al Malecón Socabaya, ubicado en el barrio de Ferroviarios. Cabe resaltar que White Star tiene una Academia de fútbol femenino que logró ser campeón nacional y participó en la Copa Libertadores desarrollada en Brasil

### Escudo
El escudo oficial del White Star es una estrella blanca en un fondo azul rodeado por la parte superior por el nombre completo del club “Association White Star” en una disposición de semicírculo y en la parte inferior con la misma disposición el nombre de la ciudad “Arequipa” con la cual comparte el día de aniversario.

### Frase
La frase más difundida del club es "Mi querido White Star", proveniente del vals dedicado al club, compuesto por Augusto Bejarano Mantilla, interpretado por  su hija, la cantante María Antonieta Bejarano Hernani, quién fuese esposa del gran cantante mistiano don José Dávalos Salazar.

### Curiosidades
- En muchos medios, constatan que el nombre del club es FBC White Star, debido a que los demás equipos históricos de Arequipa llevan ese nombre, sin embargo el nombre oficial del club siempre ha sido "Association White Star" .
- De los 5 grandes de Arequipa, es el único que no ha logrado jugar en Primera División.
- Les dicen tiznados, pues sus seguidores eran en mayoría los trabajadores que construyeron el ferrocarril de Arequipa.

## Uniforme
Desde que el club fue fundado el uniforme titular del White Star consiste en una camiseta de color azul con detalles blancos principalmente en los puños y cuello, en el lado izquierdo del pecho una estrella blanca solitaria, símbolo característico del club, shorts blancos y medias blancas, aunque en un inicio se usaron medias negras. Mientras que el uniforme alterno casi siempre ha tenido la disposición de los colores de forma contraria a la titular. Para el 2019, la indumentaria consta de: 
- Uniforme Titular: Camiseta azul marino, pantalón blanco y medias blancas.
- Uniforme alternativo: Camiseta blanca con líneas verticales azul marino, pantalón azul cerúleo y medias blancas.

### Evolución del uniforme

#### Titular
| 1917-1980 | 1980-2000 | 2000-Actualidad |  |

### Indumentaria
| Período | Proveedor | Logotipo |
| ------- | --------- | -------- |
| ¿?      | Adidas    |          |
| 2022    | Marathon  |          |

## Datos del club
- Participaciones Internacionales:   
  - Copa Libertadores Femenina (1): 2009

## Estadio
El Estadio Mariano Melgar es un estadio de fútbol ubicado en la ciudad de Arequipa, a 2.335 m.s.n.m, en el Departamento de Arequipa es uno de los primeros escenarios deportivos construidos en el sur del Perú. 
Lleva su nombre en homenaje a Mariano Melgar quien fuera Poeta y Revolucionario independentista arequipeño.
Este escenario ha albergado los partidos del FBC Melgar en el Descentralizado y desde 1996 ha sido asignado como escenario alterno del club dominó. En este estadio también se juegan diferentes encuentros de la Copa Perú, en donde participan el FBC Piérola, Sportivo Huracán, y FBC Aurora.
Además este estadio ha sido escenario de diversos torneos internacionales como la Copa Libertadores de América 1982 y 1984; Los Juegos Bolivarianos de 1997 y el Campeonato Sudamericano Sub-17 que se realizó en el año 2001 en Perú.

## Rivalidades Futbolísticas

### Clásicos de Arequipa
Se denomina “clásico” a todos los enfrentamientos disputados entre los equipos denominados 5 grandes. Sin embargo, con el paso del tiempo algunos de estos han tomado mayor relevancia debido a factores cómo el origen de ambos equipos, su ubicación geográfica, rivalidad entre hinchadas o porque muchas veces estos partidos definían campeonatos, entre otras cosas. No obstante las rivalidades más marcadas de los "tiznados" es el Independencia, el FBC Piérola con el que disputa el "Clásico Mistiano", con el Sportivo Huracán, el FBC Aurora con el cual disputa "Clásico de Antaño" y el FBC Melgar.
En las décadas de 1940 y 1950 el principal clásico de Arequipa era entre Piérola y White Star.

## Datos del club
- Fundación: 15 de agosto de 1917
- Mayor goleada conseguida:
  - En campeonatos nacionales de local: White Star 10:0 Pulso Peruano de Polobaya (11 de junio de 2011).
  - En campeonatos nacionales de visita:  Aragonés Porongoche 0:3 White Star (17 de mayo de 2009).
- Mayor goleada recibida: 
  - En campeonatos nacionales de local: White Star 1:4 Deportivo Temperley (21 de mayo de 2009).
  - En campeonatos nacionales de visita: Max Uhle 7:1 White Star (23 de mayo de 2010).
- Mejor puesto en la liga: 1º.
- Peor puesto en la liga: 8º.

## Palmarés

### Torneos nacionales
- Campeonato Peruano de Fútbol Femenino: 2009.

### Torneos regionales
- Liga Distrital de Arequipa: 1981, 1987, 2011, 2013.[7]
- Liga Provincial de Arequipa: 1918, 1920-II, 1922-I, 1923-I, 1925-II, 1926-III, 1929-I, 1954, 1955, 1956, 1959.
- Segunda División de Arequipa: 1949.
- Subcampeón de la Liga Provincial de Arequipa: 1919, 1921-I, 1923-II, 1924, 1925-I, 1932-I, 1934-II, 1937-II, 1939-II, 2011, 2019.
- Subcampeón de la Liga Distrital de Arequipa:  1943, 1944, 1952, 1963, 2009, 2010, 2016, 2019.